# Onthophagus kashizakii
Onthophagus kashizakii é uma espécie de inseto do género Onthophagus da família Scarabaeidae da ordem Coleoptera.

## História
Foi descrita cientificamente pela primeira vez no ano de 2005 por Kon & Ochi.